# Police Nationale d’Haïti
Die Police Nationale d’Haïti (PNH) ist die staatliche Polizei von Haiti. Sie untersteht dem Ministerium für Justiz und öffentliche Sicherheit und wurde am 12. Juni 1995 gegründet.
Die PNH soll als Schutzpolizei die öffentliche Sicherheit gewährleisten und nimmt zudem die kriminalpolizeilichen Aufgaben wahr.

## Geschichte
Unter dem Diktator François Duvalier und dessen Sohn und Nachfolger Jean-Claude Duvalier bestand seit 1959 eine bewaffnete Miliz in Haiti, die als Tonton Macoute bekannt war. Ab 1971 führte sie den Namen Milice de Volontaires de la Sécurité Nationale (MVSN; übersetzt: „Miliz Freiwilliger für die nationale Sicherheit“). Sie diente dem Machterhalt und hatte keine gesetzliche Grundlage. Die Tonton Macoute gingen in den Unruhen der frühen 1990er Jahre in der neu gegründeten Front Révolutionnaire Armé pour le Progrès d’Haiti (FRAPH) auf. Hierbei handelte es sich um eine paramilitärische Todesschwadron, die mit Unterstützung der USA zusammengestellt wurde, um gegen die Anhänger des 1991 gewählten Präsidenten Jean-Bertrand Aristide vorzugehen.
Eine Trennung militärischer und polizeilicher bewaffneter Einsatzverbände erfolgte durch die Verfassung Haitis aus dem Jahr 1987. In der Folge wurde ein Gesetz verabschiedet, das die Gründung der PNH festschrieb und ihre Organisation und Funktionsweise regelte. Es handelt sich dabei um das Gesetz vom 29. November 1994.
Im Jahr 1995 wurden die Streitkräfte Haitis aufgelöst. Sie hatten bis dahin auch die Aufgabe erledigt, die öffentliche Ordnung zu schützen. Während der zweiten Amtszeit von Aristide (2000 bis 2004) wurden viele Schlüsselpositionen in der PNH mit politisch aktivem, nicht aber polizeilich ausgebildetem oder erfahrenem Personal besetzt. Nach der Absetzung Aristides unternahm Präsident Préval den Versuch, die Effizienz der PNH durch Entlassung von rund 200 korrupten und unerfahrenen Beamten zu steigern.
Seit ihrer Gründung gilt die PNH als unter Missmanagement, Korruption und Unterfinanzierung leidend. Die MINUSTAH hat nach ihrer Ankunft in Haiti im Jahr 2004 dazu beigetragen, die Defizite der PNH auszugleichen. Viele Sicherheitsoperationen wurden von der PNH und der MINUSTAH gemeinsam durchgeführt. Dennoch sind die ausufernde Kriminalität und die Bandengewalt nach wie vor eines der größten Probleme des Landes.
Am 25. Oktober 2017 führte der Senat eine Befragung des damaligen Generaldirektors der PNH, Michel-Ange Gédéon durch, in der dieser sich grundsätzlich zur Lage der Polizei und deren Perspektiven äußerte. Unter dem Motto der PNH, „protéger et servir“ („schützen und dienen“), versehen rund 14.000 Beamte ihren Dienst. Dies bedeutet, dass statistisch 1,3 Polizisten auf 1000 Einwohner kommen. Es sei fraglich, ob dieses Verhältnis nach Abzug der MINUSTAH (Mitte Oktober 2017) noch ausreichend sei, die öffentliche Sicherheit zu garantieren. Mit 1300 Frauen in der Polizei, einem Anteil von 9 %, sei der Anteil weiblicher Beamten deutlich zu niedrig und müsse gesteigert werden. In sieben Monate dauernden Lehrgängen an der Polizeiakademie (Académie de Police) absolviere der 28. Jahrgang seine Ausbildung; dieser solle 1038 Nachwuchsbeamte in den aktiven Dienst bringen, was der weiteren zahlenmäßigen Verstärkung diene. Die PNH sei in nur 261 der 570 Gemeindebezirke Haitis präsent, womit keine ausreichende Abdeckung in der Fläche erreicht sei. In den ersten neuen Monaten des Jahres 2017 habe die PNH 24 Beamte verloren, wobei die Mehrzahl Opfer von Anschlägen geworden seien.
Angesichts der Bandenkriminalität, unter der Haiti leidet und die ganze Städte und Stadtteile zu rechtsfreien Räumen macht, wurde die Kritik an den mangelnden Möglichkeiten der PNH im Jahr 2022 lauter. Der Sprecher der Polizeigewerkschaft Syndicat national des policiers haïtiens (SYNAPOHA), Gesner Morlant, beklagte vor allem eine lückenhafte Ausrüstung der Beamten. Im Jahr 2022 erklärten sich verschiedene Staaten der „internationalen Gemeinschaft“ bereit, zur Finanzierung der PNH mit mehreren Millionen Dollar beizutragen. Diese Mittel wurden zurückgehalten. Am 30. Januar 2024 führte die Leiterin des Bureau intégré des Nations Unies en Haïti (BINUH) und Sonderbeauftragte des Generalsekretärs der Vereinten Nationen in Haiti, María Isabel Salvador, die erste Sitzung des Lenkungsausschusses des gemeinsamen Programms zur Unterstützung der PNH durch, an der auch Premierminister Ariel Henry teilnahm.
Am 20. Juni 2024 wurde Rameau Normil von Premierminister Conille als neuer Generaldirektor der PNH eingesetzt.

## Organisation

### Führung
An der Spitze der PNH steht seit dem 8. August 2025 interimistisch ihr Generaldirektor Vladimir Paraison, der auch als „Commandant-en-Chef“ bezeichnet wird.
Weitere Spitzenpositionen bekleiden:
- Fritz St-Fort, Inspecteur général en Chef
- Jackson Hilaire, Chef de Cabinet
- Wency Bien-Aimé, Directeur Central de l’Administration et des Services généraux
- Frédéric Leconte, Directeur Central de la Police Judiciaire
- Joany Caneus, Directeur Central de la Police Administrative

### Zentrale Dienste und Verwaltung
Die Direction Centrale de l'Administration et des Services Généraux (DCASG; Zentrale Direktion der Verwaltung und der allgemeinen Dienste) ist für die Personal-, Finanz- und Logistikbedürfnisse der haitianischen Nationalpolizei zuständig.
Sie umfasste folgende Komponenten:
- Direction des Finances et de la Comptabilité (DFC; Abteilung für Finanzen und Rechnungswesen)
- Direction du Personnel (DP; Personalabteilung)
- Direction de la Logistique (DL; Abteilung Logistik)
- Direction des Ecoles et de la Formation Permanente (DEFP; Abteilung für Aus- und Fortbildung)
- Administration Pénitentiaire Nationale (APENA; nationale Strafvollzugsverwaltung)

### Schutzpolizei
Die Direction Centrale de la Police Administrative (DCPA; Zentraldirektion der Schutzpolizei) ist gemäß Artikel 28 des Gesetzes zur Gründung und Organisation der nationalen Polizei für die Ausarbeitung und Durchführung von Maßnahmen zum Schutz des Friedens, der Ruhe und der öffentlichen Ordnung zuständig: Gewährleistung der öffentlichen Sicherheit zum Schutz von Personen, Eigentum und staatlichen Einrichtungen im gesamten Staatsgebiet, Sicherstellung der Strafverfolgung und Führung eines nationalen Registers der Inhaftierten und Erteilung der Genehmigung zum Tragen von Schusswaffen auf Antrag.
Direktionen der Schutzpolizei:

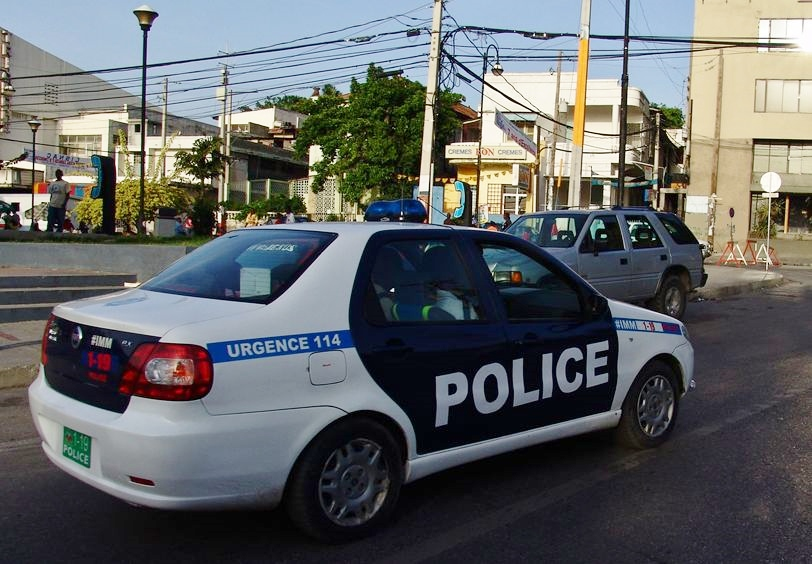
Fiat Siena der PNH in Port-au-Prince

- Direction de la Circulation et de la Police Routière (DCPR; Direktion der Verkehrspolizei)
- Direction de la Protection Civile et des Secours (DPCS; Direktion des Zivilschutzes und der Unfallhilfe)
- Direction de la Sécurité Publique et du Maintien de l'Ordre (DSPMO; Direktion der öffentlichen Sicherheit und der Aufrechterhaltung der Ordnung)
- Direction des Services Territoriaux (DST; Direktion für territoriale Dienste)
- Direction de la Police de Mer, de l'Air, des Frontières, de la migration et des Forêts (DPM-A-Ff-Mi-Fo; Direktion der See-, Luft-, Grenz-, Migrations- und Forstpolizei)

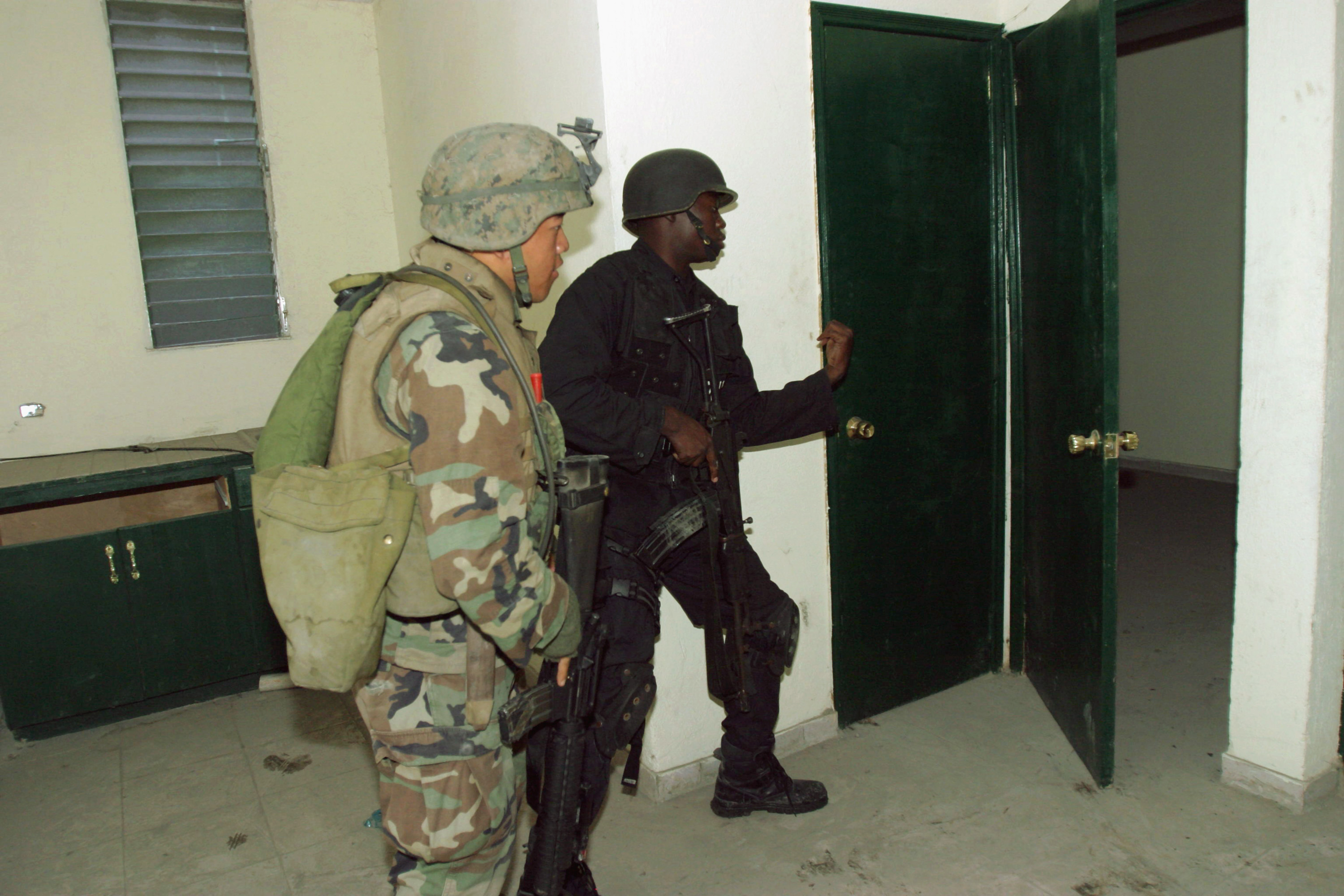
Haitianischer Polizist des SWAT mit Ausbilder des U.S. Marine Corps

Spezialeinheiten der Schutzpolizei sind:
- Le Corps d'Intervention et de Maintien de l'Ordre (CIMO; Bereitschaftspolizei)
- Le Groupe d'Intervention de la Police Nationale d’Haïti (GIPNH; SWAT-Team)
- L’Unité de Sécurité Générale du Palais National (USGPN; Sicherheitseinheit des Präsidentenpalastes)
- Le Corps des Sapeurs-Pompiers et de Police-Secours (CSP-PS; Feuerwehr und die Notfalleinheit)
- L’Unité de Sécurité de la Direction Générale (USDG; Sicherheitsabteilung der Generaldirektion)
- L’Unité de la Sécurité du Conseil Electoral Provisoire (Sicherheitseinheit des provisorischen Wahlrats)
- L’Unité de la Sécurité Judiciaire (USJ; Einheit für die Sicherheit in der Justiz)
- L’Unité de Sécurité Diplomatique (USD; Einheit zum Schutz diplomatischer Missionen)
- Le Commissariat de l'Aéroport (CA; Flughafenkommissariat)
- Le Commissariat de Malpasse (CM; Kommissariat in Malpasse)
- Le Commissariat des Garde-Côtes (CGC; Küstenwache)
- Le Service de permis de port d'armes à feu (SPPAF; Büro für die Erteilung von Tragegenehmigungen von Schusswaffen)
- L’Unité de Sécurité de l'INARA, chargée de sécuriser le programme de la réforme agraire (INARA; Einheit für die Sicherung des Landreformprogramms)
- L’Unité de Sécurité et de Garde Présidentielle (USP; Sicherheitseinheit zuständig für den Schutz des Präsidenten von Haiti)
- Le Service National de Lutte Contre Incendie (SNI; Dienst zur Bekämpfung von Bränden)
- La Police de l'air, chargée de surveiller les frontières aériennes (PA; Einheit zuständig für die Überwachung des Luftraums)

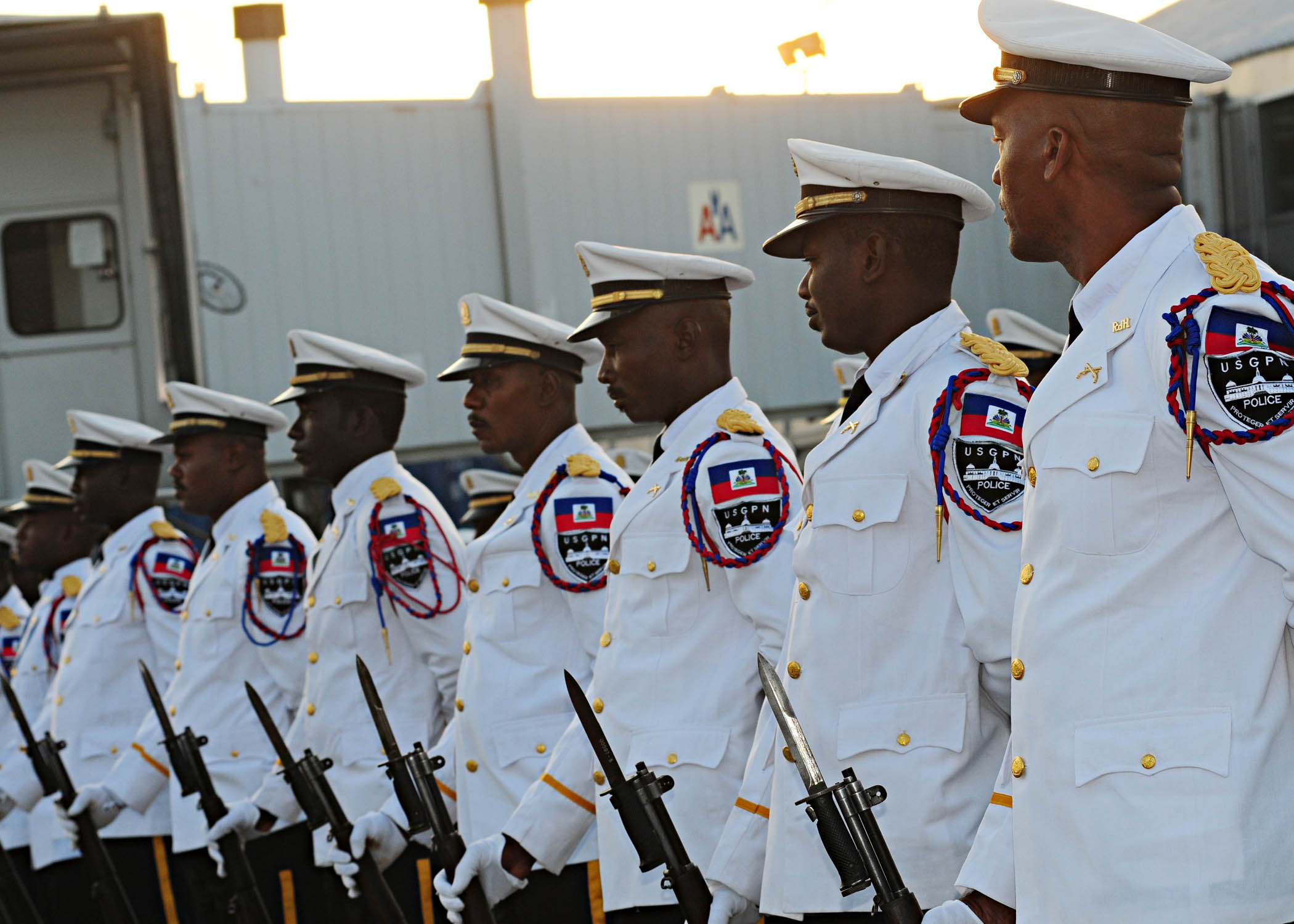
Abordnung der Garde Présidentielle

### Kriminalpolizei
Die Direction Centrale de la Police Judiciaire (DCPJ; Zentraldirektion der Kriminalpolizei) ist die Ermittlungsabteilung der haitianischen Polizei. Sie verfügt über sechs Büros und dreißig Abteilungen mit knapp 300 Mitarbeitern. Die Aufgabe der Kriminalpolizei besteht darin, Straftäter zu ermitteln, Beweise und Indizien zu sammeln, um sie innerhalb der gesetzlich festgelegten Frist dem Gericht zur Verfügung zu stellen. Sie erfüllt ihre Aufgabe vor allem im Bereich der schweren organisierten Kriminalität. In Zusammenarbeit mit Interpol ist sie auch für die Bekämpfung der grenzüberschreitenden Kriminalität zuständig.
Die Police Judiciaire umfasst die folgenden Dienststellen:
- Bureau des Affaires Criminelles (BAC; Büro für kriminelle Angelegenheiten)
- Brigade de Recherche et d'Intervention (BRI; Recherche- und Interventionsbrigade)
- Bureau de Renseignements Judiciaires (BRJ; Büro für juristische Informationen)
- Brigade de Protection des Mineurs (BPM; Brigade zum Schutz von Minderjährigen)
- Brigade de Lutte contre le Trafic de Stupéfiants (BLTS; Brigade zur Bekämpfung des Rauschgifthandels)
- Bureau de la Police Scientifique et Technique (BPST; wissenschaftlich-technische Büro der Polizei)
- Bureau des Affaires Financières et Economiques (BAFE; Brigade für finanzielle und wirtschaftliche Angelegenheiten)
- Cellule Contre Enlèvement (CCE; Arbeitseinheit zur Bekämpfung von Diebstählen)

### Regionale Organisation
Die Polizeikräfte in den Departements von Haiti mit ihren 41 Arrondissements und 133 Gemeindebezirken haben jeweils Polizeidirektionen:
- Direction Département de L'Ouest (DDO; Direktion Departement West)
- Direktion Département de L'Artibonite (DDA; Direktion Departement Artibonite)
- Direktion Département du Nord-Est (DDNE; Direktion Departement Nord-Ost)
- Direction Département du Nord (DDN; Direktion Departement Nord)
- Direction Département du Sud-Est (DDSE; Direktion Department Südost)
- Direction Département du Nord-Ouest (DDNO; Direktion Department Nordwest)
- Direction Département du Centre (DDC; Direktion Department Zentrum)
- Direction Département de La Grande-Anse (DDGA; Direktion Departements Süd-West)
- Direction Département du Sud (DDS; Direktion Departments Süd)
- Direction Département des Nippes (DDN; Direktion Departement Nippes)

### Küstenwache
Die PNH verfügt für den Küstenwachdienst über zwölf Patrouillenboote und sieben kleine Schnellboote, die von Port-au-Prince, Jacmel und Cap Haitien aus operieren.

## Ausrüstung
Die haitianischen Polizisten waren während der Duvalier-Ära mit Colt M1911 (11,43 mm) Pistolen und Beretta M951 (9 mm) ausgestattet.
Mit der Neuorganisation in den 2000er Jahren kamen Beretta 92, Sig-Sauer P226 und vor allem Smith & Wesson Revolver zum Einsatz. Zukünftig sollen die Beamten mit der MAC50 ausgerüstet werden.